# Naomi Rankin
Pour les articles homonymes, voir Rankin.
Naomi Rankin (née le 15 juin 1952) est une programmeuse informatique, chanteuse, militante politique, féministe et l’actuelle cheffe du Parti communiste de l'Alberta, au Canada. 

## Biographie
Rankin adhère au Parti en 1981 après avoir appris les idéaux marxistes autour de la table du dîner avec ses parents, qui étaient également membres. Ses convictions selon lesquelles le capitalisme favorise l’inégalité et la souffrance à mesure que les riches s’enrichissent sur le dos des travailleurs, ainsi que son désir d’une classe ouvrière unie et militante pour briser ce paradigme, n’ont jamais faibli depuis.
Impliquée en politique progressiste depuis l'âge de quinze ans, elle est membre fondatrice de l'Edmonton Working Women (EWW), qui était une organisation féministe à but non lucratif. Créé en 1982, ce groupe de défense des intérêts servait à fournir un soutien entre les femmes syndiquées et non syndiquées, et le mouvement syndical pour protester contre la sous-évaluation de tous les travaux qu'elles devaient effectuer, que ce soit à la maison ou sur le marché du travail.
Cheffe du Parti communiste de l'Alberta depuis 1992, elle s'est présentée à toutes les élections provinciales et fédérales en tant que candidate communiste dans plusieurs circonscriptions d’Edmonton, depuis son entrée dans le Parti communiste du Canada en 1981. Au cours des deux dernières décennies, le Parti communiste a rarement obtenu plus de quelques centaines de voix et n’a toujours présenté qu’un petit nombre de candidats. 

## Vie privée
Naomi Rankin est veuve, mère de deux enfants et retraitée de sa carrière de programmeuse informatique. Elle vit à Edmonton depuis 1964. Militante pour la justice sociale, la paix dans le monde et la solidarité internationale, elle chante dans une chorale du nom de « Notre Dame des Bananes », ainsi que dans le chœur Richard Eaton Singers (autrefois University Singers). 

## Résultats électoraux

### Fédéraux
|                                               | Conservateur                                  | Mike Lake                                     | 27 857     | 61.04      | +0,72 | 44 902 $ |
|                                               | Néo-démocrate                                 | Nadine Bailey                                 | 10 875     | 23,83      | +8,71 | 11 236 $ |
|                                               | Libéral                                       | Mike Butler                                   | 5 066      | 11.10      | -7,40 |          |
|                                               | Vert                                          | Christa Baxter                                | 1 364      | 2,99       | -2,69 | 1 705 $  |
|                                               | Pirate                                        | Brent Schaffrick                              | 374        | 0,82       | *     | 2 461 $  |
|                                               | Communiste                                    | Naomi Rankin                                  | 100        | 0,22       | -0,16 | 562 $    |
| Total des votes valides / Limite des dépenses | Total des votes valides / Limite des dépenses | Total des votes valides / Limite des dépenses | 45 636     | 99,58      |       |          |
| Total des bulletins rejetés                   | Total des bulletins rejetés                   | Total des bulletins rejetés                   | 191        | 0,42       | +0.07 |          |
| Taux de participation                         | Taux de participation                         | Taux de participation                         | 45 827     | 53,13      | +1,03 |          |
| Électeurs éligibles                           | Électeurs éligibles                           | Électeurs éligibles                           | 85 259     | –          | –     |          |
|                                               | Réélu Conservateur                            | Réélu Conservateur                            | Revirement | Revirement | -4,00 |          |